# W41
A W41 foi a designação de uma arma termonuclear dos E.U.A, que foi desenhada no final da década de 1950. Intentada para ser utilizada pelo míssil de cruzeiro SM-64 Navajo, o programa foi cancelado em 1957. O programa foi breve, projetada ao mesmo tempo que as ogivas TX-29, XW-15-X1 e ZW-21. Todas forame eventualmente substituídas como ogiva para o míssil Navajo com a ogiva W39. A W41 foi uma adaptação da bomba termonuclear B41, que foi produzida em grandes números e serviu ao estoque por 15 anos.

## História
A versão ogiva da B41, a W41, começou a ser desenvolvida em novembro de 1956 no Laboratório Nacional de Lawrence Livermore. Desenhada para ser uma possível ogiva para o míssil de cruzeiro SM-64 Navajo que estava sendo desenvolvido, o trabalho com a ogiva continuou até julho de 1957 quando o projeto foi cancelado.

## Teorias de conspiração
Seguindo o Explosão da plataforma Deepwater Horizon, teorias de conspiração começaram a clamar que uma ogiva W41 poderia ter sido usada para parar o vazamento de petróleo, Apesar disso, o uso de uma arma nuclear para selar o vazamento foi oficialmente rejeitado.